# Bjursås kyrka
Bjursås kyrka (Gustaf Adolfs kyrka) är en kyrkobyggnad i Bjursås. Den är församlingskyrka för Bjursås församling i Västerås stift.
Kyrkan byggdes 1791–1803, den dominerande stilepoken är nyklassicism. Arkitekt var C F Adelcrantz. Det är en enskeppig salkyrka med sidoställt torn i norr. Stommen är uppförd i murad natursten. Fasaden är putsad. Kyrkan är stor, 54 meter lång och 18 meter bred, alla socknens invånare skulle beredas plats.  Tornet mäter 34 meter i höjd.

## Historia
Bjursås hade tidigare ett kapell, som låg på Dössberget. Ett andra kapell byggdes av församlingen 1599. Under Karl IX upphöjdes Bjursås till eget pastorat (omkring 1607) och i samband med detta byggdes en kyrka, med måtten 24 alnar lång och 18 alnar bred. Med tiden blev den dock för liten och frågan var uppe på en sockenstämma 1783. 1786 beslutade man så att bygga en ny kyrka.

## Inredning
Altartavlan är målad av Bernt Svedin 1742.
Det gamla altaret från den äldre kyrkan är nu placerat i "lillkyrkan". Lillkyrkan tillkom vid renoveringen 1921–22 då man byggde om den rymliga sakristian. Dopfunten är från 1678, "af trä giord oc runder".
Bänkarnas insida är målade i en varm rödbrun färg, medan exteriören har en gråblå färg. Samma färg, dock svagare, har använts till kyrkans tak.
Läktarorgeln byggdes 1961 av Hammarbergs Orgelbyggeri, Göteborg.
| Man I. Ryggpositiv C-f3 | Man II. Huvudverk C-f3 | Pedal. C-f1  | Koppel |
| ----------------------- | ---------------------- | ------------ | ------ |
| Gedackt 8'              | Principal 8'           | Subbas 16'   | I/II   |
| Principal 4'            | Gedackt 8'             | Oktava 8'    | II/P   |
| Rörflöjt 4'             | Fugara 8'              | Borduna 8'   | I/P    |
| Waldflöjt 2'            | Oktava 4'              | Pommer 4'    |        |
| Oktava 1'               | Spetsflöjt 4'          | Nachthorn 2' |        |
| Scharf III              | Kvinta 2 2/3'          | Mixtur II    |        |
| Sesquialtera II         | Oktava 2'              | Fagott 16'   |        |
| Krumhorn 8'             | Mixtur IV              | Trumpet 4'   |        |
| Tremulant               | Dulcian 16'            |              |        |
|                         | Trumpet 8'             |              |        |

Hammarbergs Orgelbyggeri AB, Göteborg.

## Bildgalleri

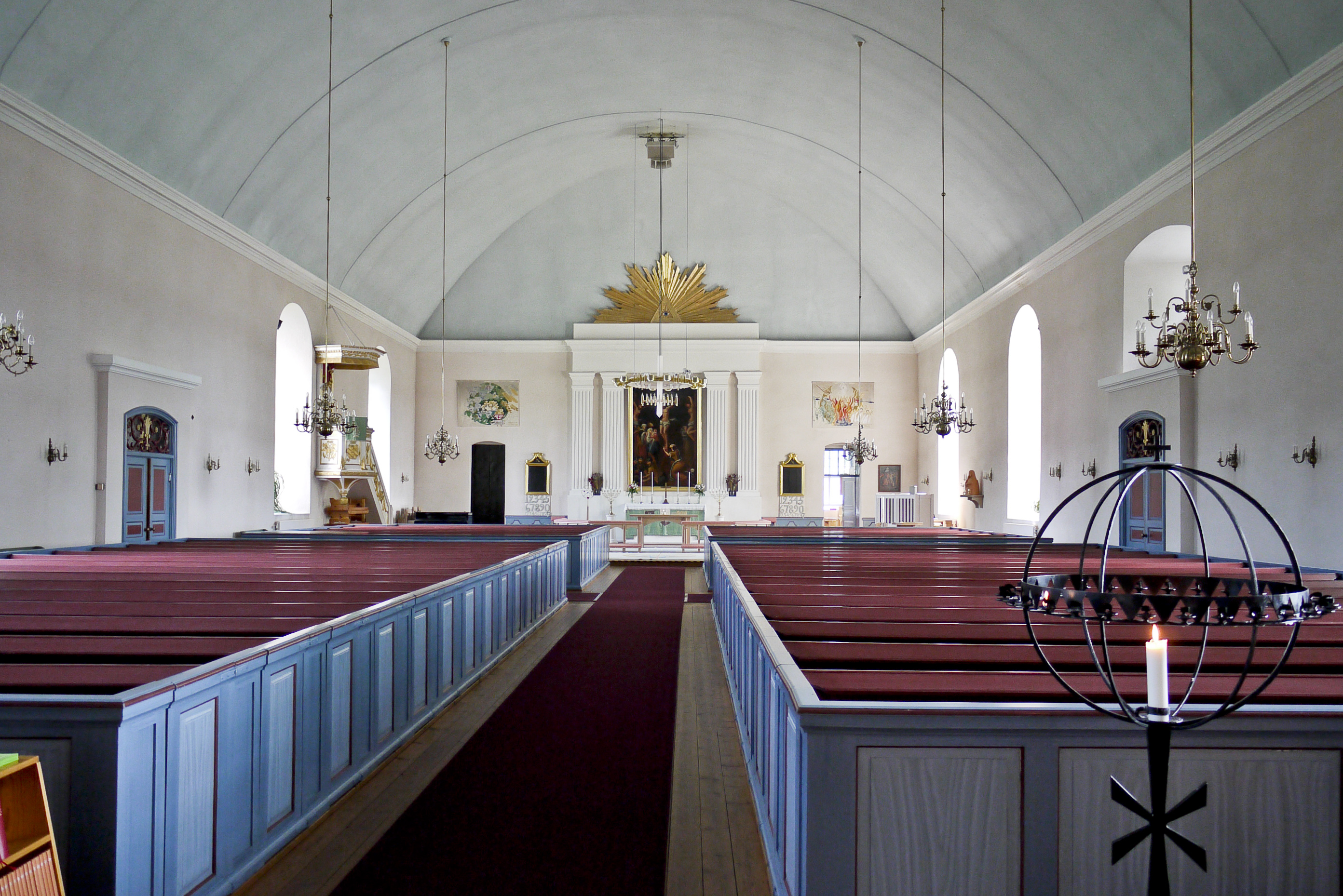
Kyrkorummet
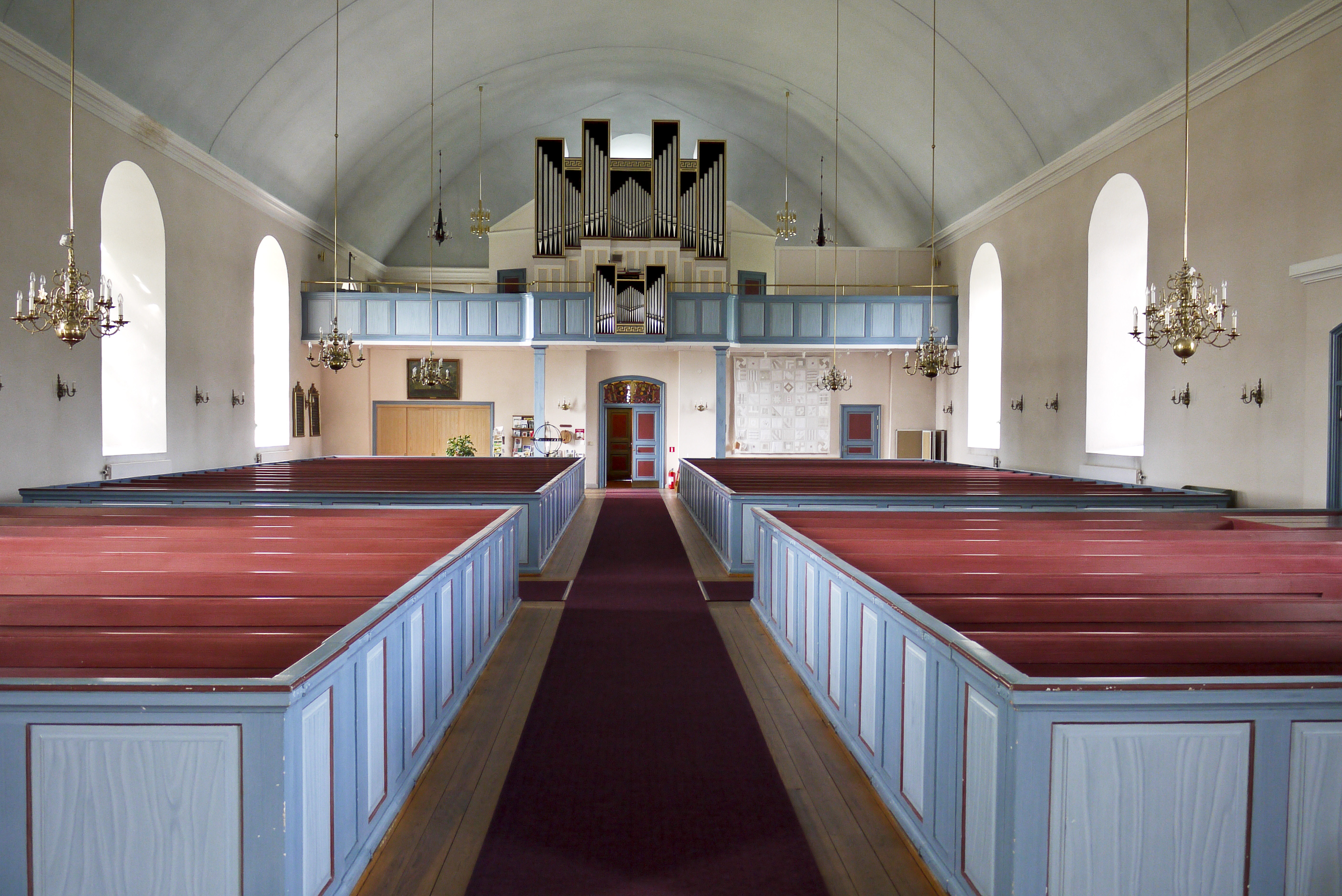
Interiör med orgelläktaren
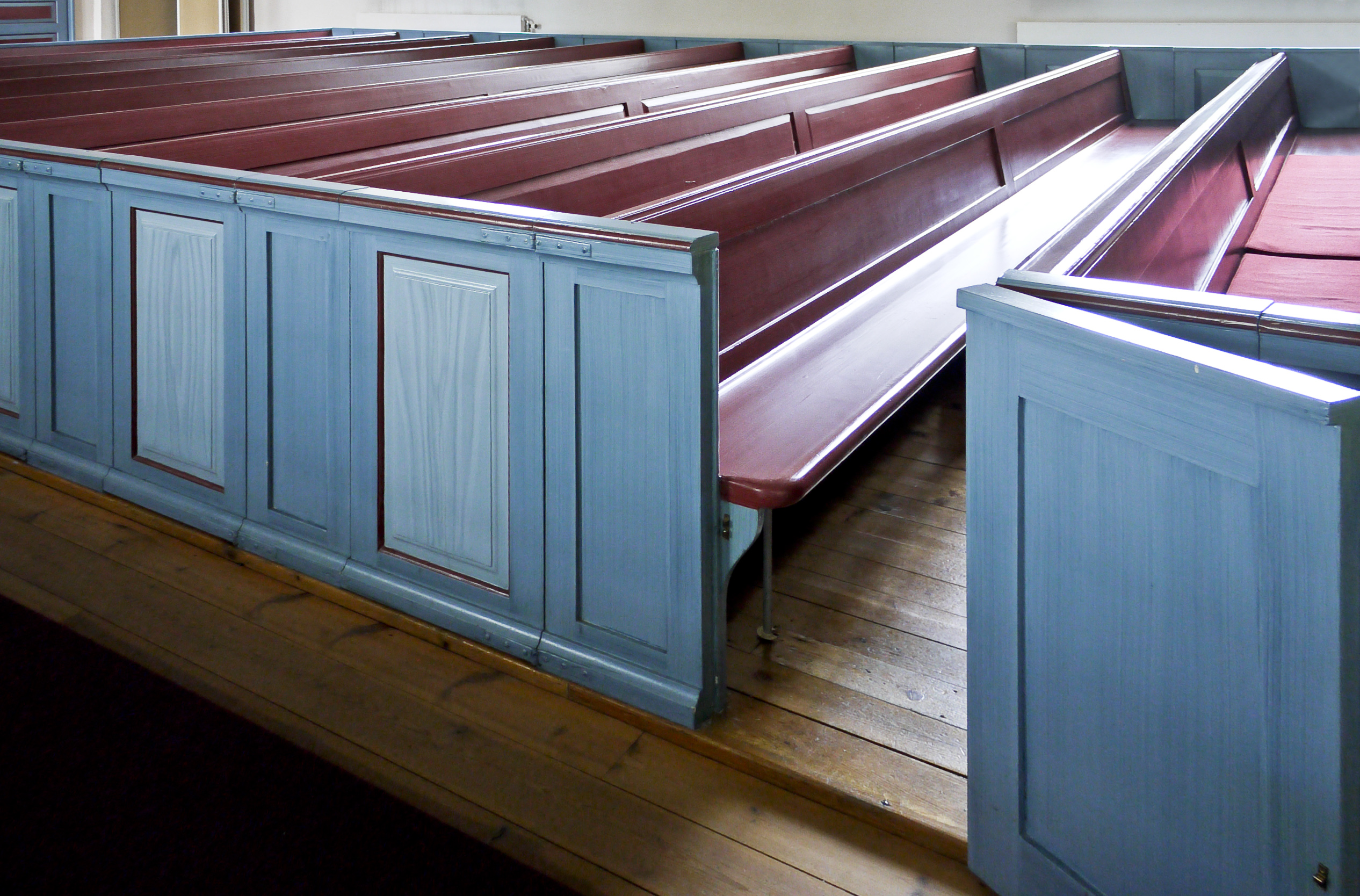
Bänkar
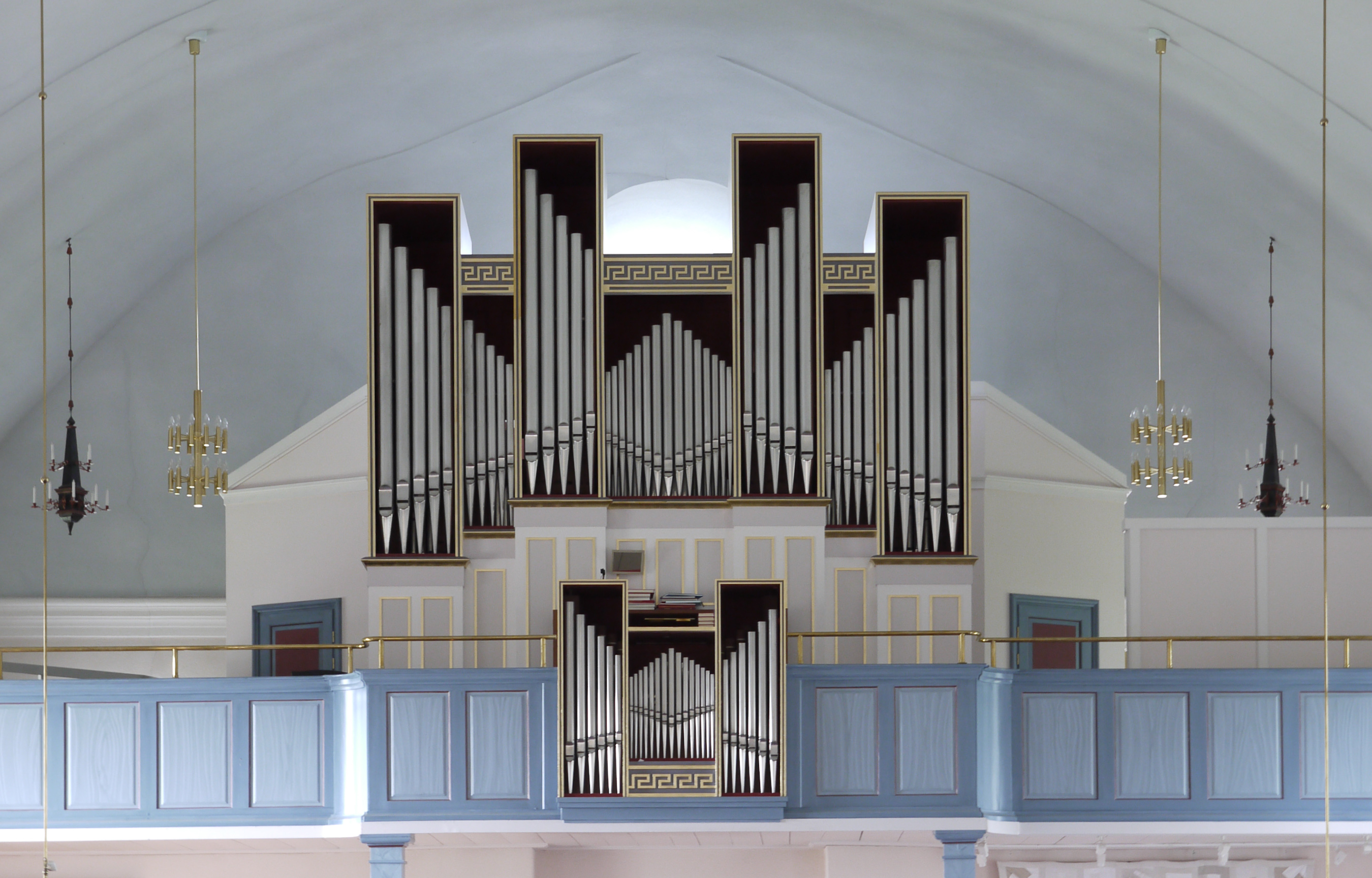
Läktarorgel
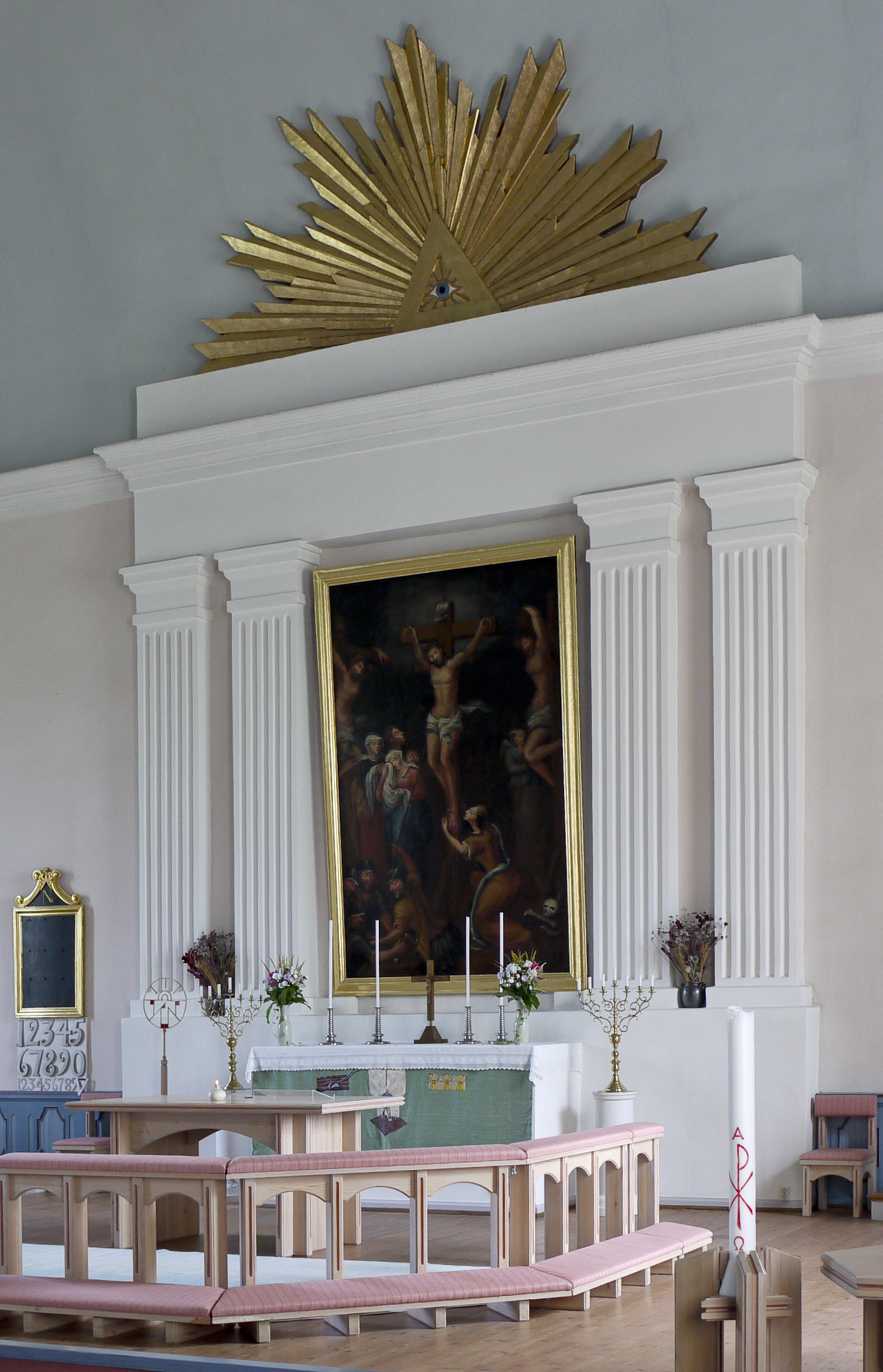
Altartavla från 1742
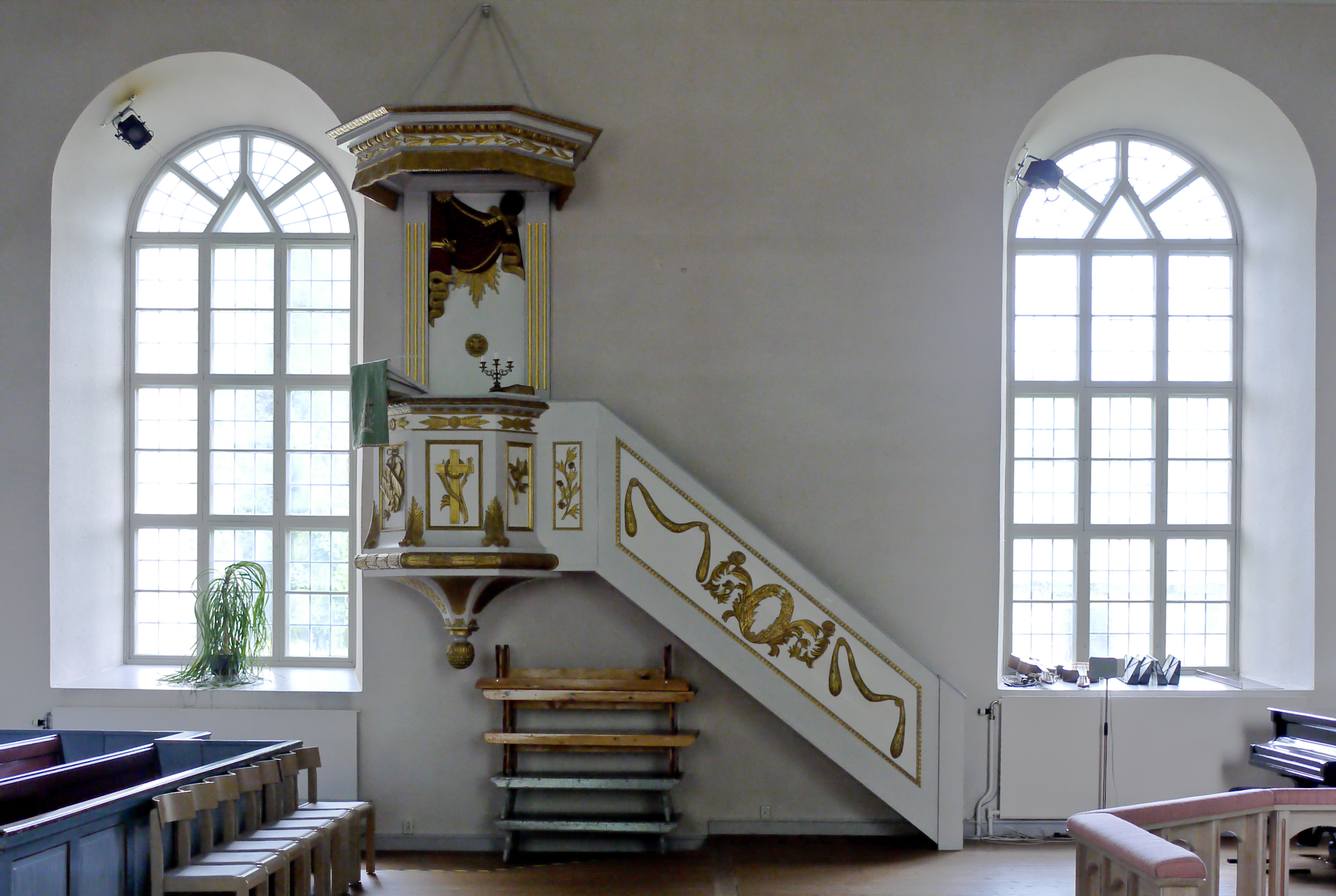
Predikstolen
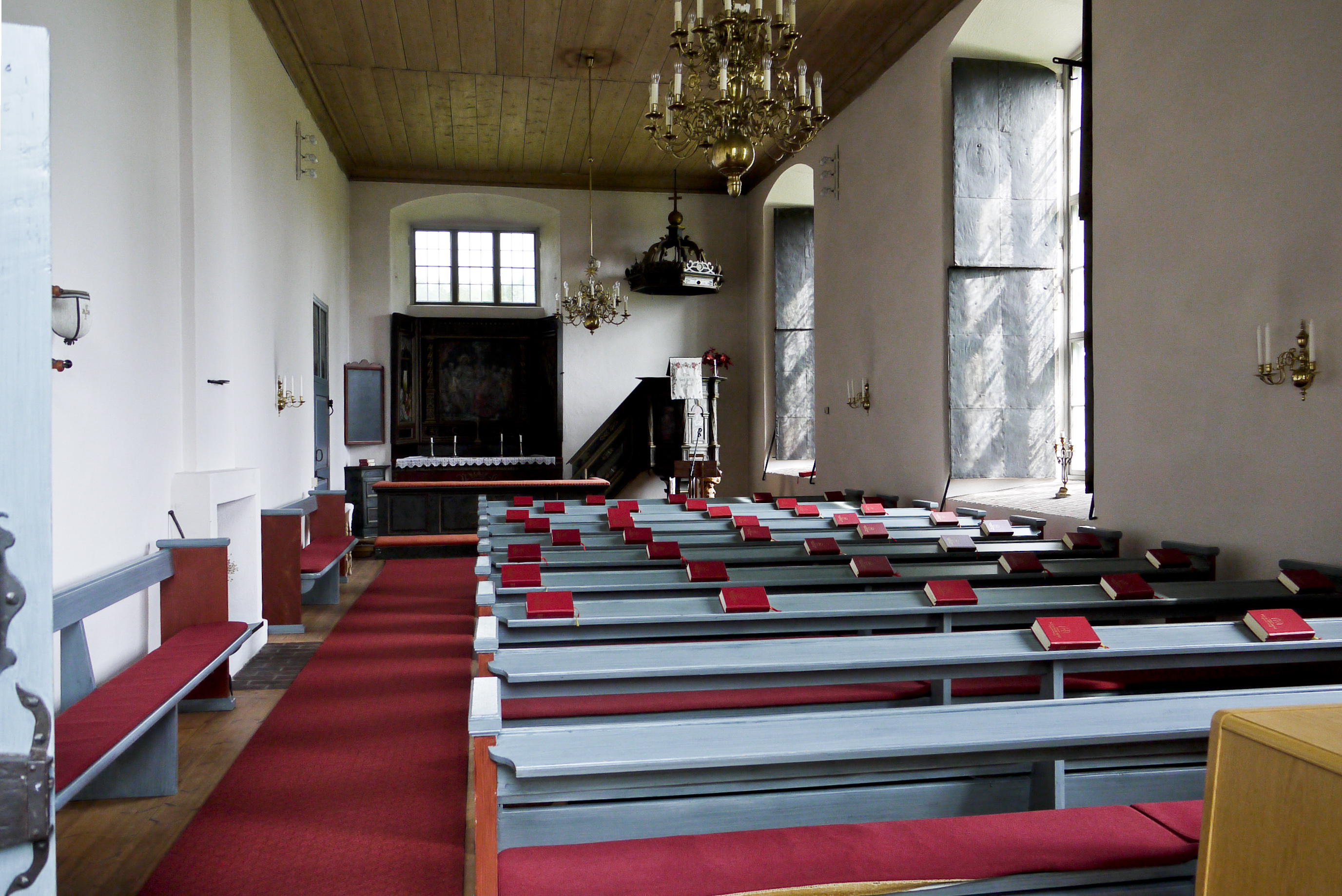
Lillkyrkan
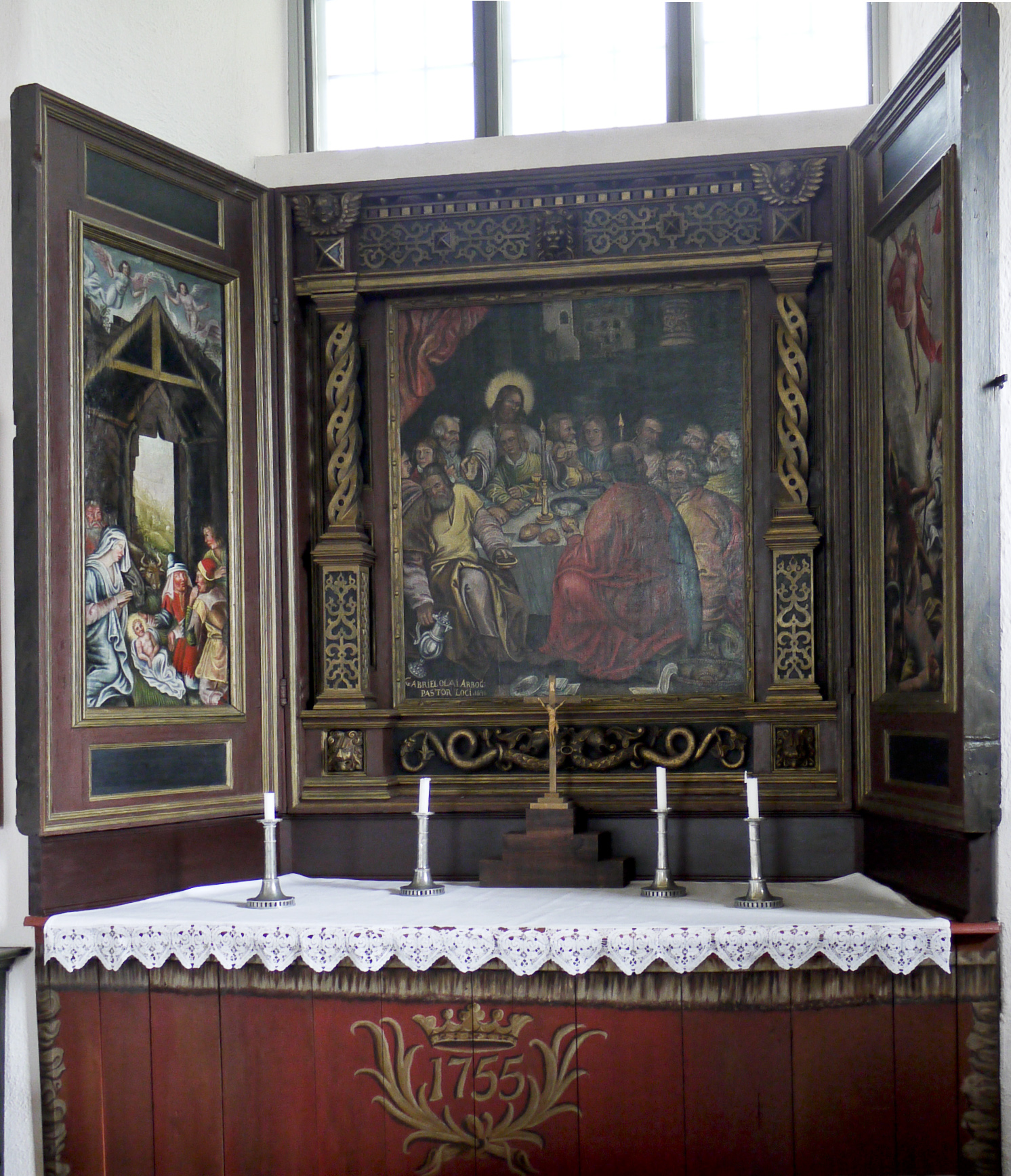
1755 års altare med altartavla från 1646.
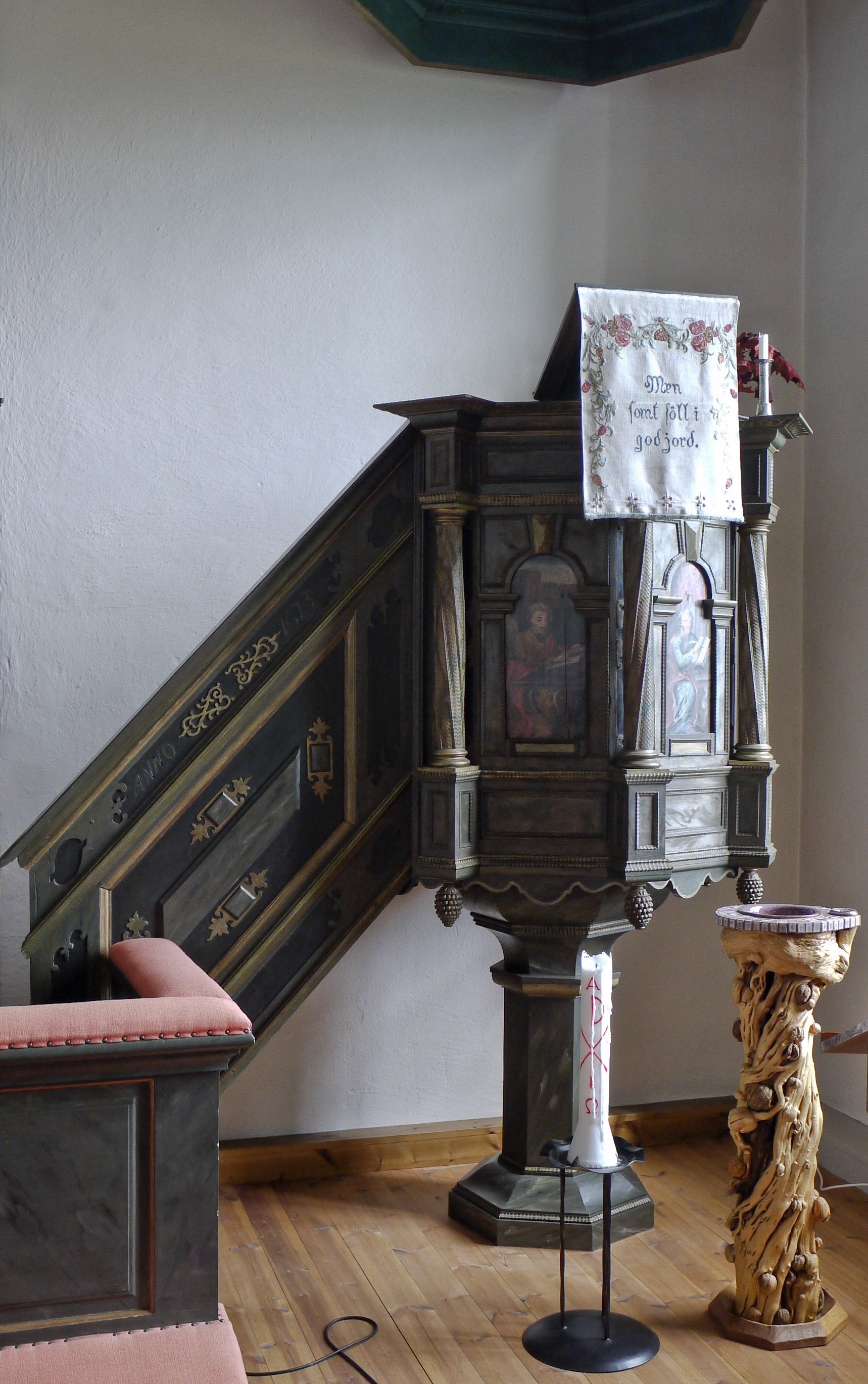
Äldre predikstol
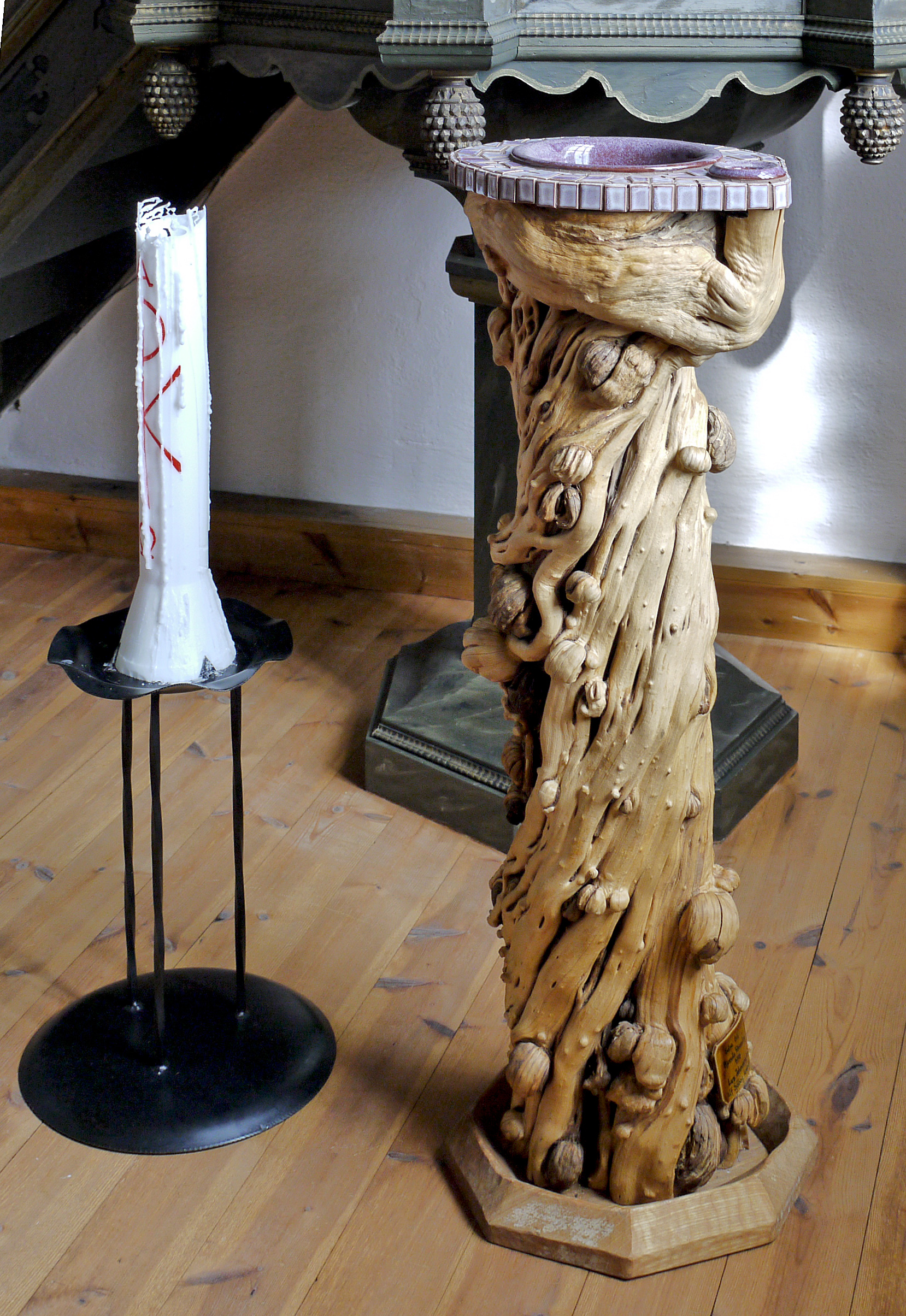
Dopfunten